# Paulhaguet
Paulhaguet – miejscowość i gmina we Francji, w regionie Owernia-Rodan-Alpy, w departamencie Górna Loara.
Według danych na rok 1990 gminę zamieszkiwało 921 osób, a gęstość zaludnienia wynosiła 82 osoby/km² (wśród 1310 gmin Owernii Paulhaguet plasuje się na 247. miejscu pod względem liczby ludności, natomiast pod względem powierzchni na miejscu 768.).